# 世界テレビ・デー
世界テレビ・デー（せかいテレビ・デー、英語: World Television Day）は、1996年12月17日の国際連合総会で11月21日とすることが宣言された国際デーで、同年の同日に第1回世界テレビフォーラムが開かれたのを記念したものである。

## 概要
世界テレビ・デーは、平和・安全・経済・社会開発・文化交流の拡充などに関するテレビ番組の交流を促進する日である。2018年の世界テレビ・デーを前にしたアメリカ・ニューヨークの国連本部で開かれたイベントでは、日本のテレビ番組として初めて持続可能な開発目標（SDGs）について扱ったフジテレビジョンの『フューチャーランナーズ〜17の未来〜』が上映されたほか、同局の木幡美子がモニーク・コールマンらとパネルディスカッションに出席した。

## 棄権
この宣言への反対の意思を示すため、11票の棄権があった。

### ドイツ
ドイツはこの宣言の反対理由として、次のように述べている。
| 「 | 世界報道自由デー、世界電気通信の日、世界開発情報の日と3つも主旨のよく似た国連で制定した記念日が既にある。さらに別の日を追加するのはあまり意味がない。テレビは情報の手段の1つにすぎず、世界の人口の大多数がアクセスできない情報メディアである。多数派は世界テレビ・デーを金持ちの人の日と容易に見なしうる。彼らはテレビにアクセスできない。もっと重要な情報メディアがあり、特にラジオに言及したい。我々はラジオがテレビよりも情報メディアの役割を強化するために重要であると考える。 | 」 |